# 鮑輝
鮑輝（1404年—1449年），字淑大，浙江平陽人。明朝政治人物、同進士出身。

## 生平
宣德元年（1426年）丙午科浙江鄉試第十二名，宣德八年（1433年）癸丑科會試第八十九名，殿試登第三甲第九名進士，官工科給事中，丁外艰，服阕，改刑科給事中。正統十三年（1448年），從明英宗北征，次年在土木之變中殉難。

## 家族
曾祖父鮑增益（鲍景）。祖父鲍德善。父亲鮑士高（鲍起）。母林氏。具慶下。娶吳氏，子鲍凤，以国子生授建宁府寿宁县知县。